# Julian Byng
Pour les articles homonymes, voir Byng.
Julian Byng, né le 11 septembre 1862 et mort le 6 juin 1935, est un officier et homme d'État britannique. Il est commandant du Corps canadien lors de la Première Guerre mondiale et, de 1921 à 1926, le douzième gouverneur général du Canada durant quoi il est au centre de l'affaire King-Byng qui redéfinit les relations entre le premier ministre et la Couronne. Il est fait maréchal par le roi en juillet 1932.

## Biographie

### Rôle pendant la Première Guerre mondiale
Jeune, il participe notamment aux campagnes au Soudan (dont la bataille d'El Teb) et de la seconde guerre des Boers (dont la libération de Ladysmith).
Quand la Première Guerre mondiale éclate, Byng combat en France avec le Corps expéditionnaire britannique en tant que commandant du Corps de Cavalerie, qui comprend la Brigade de Cavalerie canadienne. Plus tard, il commande le 9e corps d'armée britannique dans la malheureuse bataille des Dardanelles et supervise le retrait britannique du détroit.
En 1916, Byng prend le commandement du Corps d'Armée canadien sur le front ouest. Avec son subordonné, le général Arthur Currie, il gagne ses lauriers dans la victoire de la bataille de la crête de Vimy en avril 1917, une victoire militaire historique pour le Canada qui conforte le sentiment national dans le pays. À la suite de cette victoire, Byng prend le commandement de la IIIe armée britannique, qu'il dirige lors de la première attaque massive de chars à la bataille de Cambrai, considérée comme un tournant de la guerre. Après la guerre, il est anobli, recevant le titre de « 1er vicomte Byng de Vimy et de Thorpe-le-Soken », dans l'Essex, le 7 octobre 1919.